# Samarate
Samarate es una localidad de 16.021 habitantes en la provincia de Varese.
Está hermanado con Yeovil,  Reino Unido.

## Evolución demográfica
| Gráfica de evolución demográfica de Samarate entre 1861 y 2001 |
|                                                                |
| Fuente ISTAT - elaboración gráfica de Wikipedia                |